# Taking Off
«Taking Off» es el trigésimo séptimo sencillo de la banda británica The Cure, lanzado en octubre de 2004 como segundo sencillo de su álbum homónimo de 2004. No fue editado en Estados Unidos. «alt.end» es el equivalente estadounidense, publicado al mismo tiempo y con los mismos lados B. 
La letra de 'Taking Off' describe la dualidad entre los días monótonos de la vida diaria y los momentos de felicidad y alegría con alguien especial, que nos permiten sobrellevar la rutina diaria.

## Lista de canciones
| Sencillo en CD |                      |          |  |
| N.º            | Título               | Duración |  |
| 1.             | «Taking Off»         | 3:20     |  |
| 2.             | «Why Can't I Be Me?» | 4:16     |  |
| 3.             | «Your God Is Fear»   | 5:08     |  |
| 4.             | «Taking Off» (Video) | 3:20     |  |

| Sencillo en CD cardboard sleeve, Sencillo en CD mini y vinilo de 7" |                      |          |  |
| N.º                                                                 | Título               | Duración |  |
| 1.                                                                  | «Taking Off»         | 3:20     |  |
| 2.                                                                  | «Why Can't I Be Me?» | 4:16     |  |

| CD promocional |              |          |  |
| N.º            | Título       | Duración |  |
| 1.             | «Taking Off» | 3:20     |  |

## Posicionamiento en listas
| Listas (2004)                         | Mejor posición |
| ------------------------------------- | -------------- |
| Alemania (Offizielle Deutsche Charts) | 73             |
| España (Top 100 Canciones)            | 9              |
| Francia (SNEP)                        | 67             |
| Italia (FIMI)                         | 21             |
| Reino Unido (UK Singles Chart)        | 39             |

## Músicos
- Robert Smith — guitarra, voz
- Simon Gallup — bajo
- Perry Bamonte — guitarra
- Roger O'Donnell — teclado
- Jason Cooper — batería